# Ambalanur, Basavana Bagevadi
Ambalanur là một làng thuộc tehsil Basavana Bagevadi, huyện Bijapur, bang Karnataka, Ấn Độ.